# Haematococcus
Haematococcus ist eine Algen-Gattung aus der Klasse der Chlorophyceae.

## Beschreibung

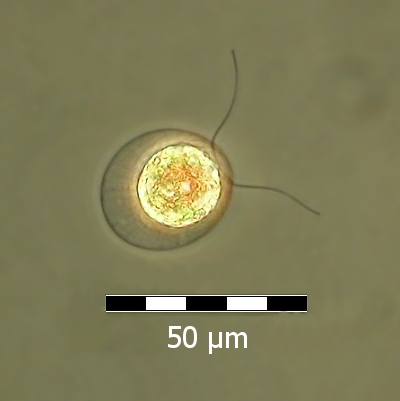
Flagellatenstadium

Haematococcus lebt als Einzeller mit zwei sehr unterschiedlichen Erscheinungsformen.
Unter günstigen Bedingungen lebt die Alge als grüner Flagellat mit dicker, aufgequollener Zellwand und zwei gleich langen Geißeln. Der Zellkörper ist elliptisch bis birnenförmig mit Cytoplasmafäden, die radiär in der hyalinen (glasigen) Zellwand verlaufen. Eine Gallertschicht trennt den Zellkörper von der Zellwand. Der Chloroplast ist becherförmig mit mehreren Pyrenoiden, einem dreieckig blassen Augenfleck sowie mehreren kontraktilen Vakuolen in der Zellperipherie. Die Zellen erreichen eine Länge von 26 bis 70 µm.
Unter ungünstigen Bedingungen erfolgt eine Umwandlung der Zellen in dickwandige, unbegeißelte und rot eingefärbte Dauerstadien den so genannten Aplanosporen. Die rote Farbe rührt von einem Carotinoid, dem Astaxanthin, welches die trockenfallenden Zellen vor Schäden in der DNA durch UV-Strahlung schützt. Astaxanthin kommt vor allem bei Grünalgen vor.

## Fortpflanzung
Bei der ungeschlechtlichen Vermehrung kommt es nach der Teilung des Protoplasten zur Bildung von vier oder acht Zoosporen, die die Mutterzellenwand verlassen. Die roten Aplanosporen können entweder grüne Zoosporen freisetzen oder erneut Aplanosporen bilden.
Die geschlechtliche Fortpflanzung erfolgt durch Isogamie. Durch mehrfache Teilung der Protoplasten werden 16 oder 32 kleine, spindelförmige und begeißelte Gameten gebildet. Nach der Gametenfusion kommt es zur Bildung einer dickwandigen Zygote.

## Arten (Auswahl)
- Haematococcus allmanii
- Haematococcus carocellus
- Haematococcus lacustris
- Haematococcus pluvialis
- Haematococcus zimbabwiensis

## Verbreitung
Haematococcus lebt vor allem in schnell austrocknenden Kleinstgewässern, die nur sporadisch durch Regen gefüllt werden.